# Thomas Stafford
Thomas Patten Stafford (Weatherford, 17 settembre 1930 – Satellite Beach, 18 marzo 2024) è stato un astronauta statunitense.

## Biografia
Stafford venne assunto dalla NASA nel 1962 come membro del secondo gruppo di astronauti. Il 15 dicembre 1965 partì per il suo primo volo nello spazio come pilota della missione Gemini 6. Comandante di detta missione fu Walter Schirra. Obiettivo della missione fu di effettuare una manovra di rendezvous nell'orbita terrestre con la capsula Gemini 7, già presente nello spazio.
Il suo secondo volo nello spazio seguì già circa sei mesi dopo. Il 3 giugno 1966 partì con l'incarico di comandante della missione Gemini 9 insieme al pilota Eugene Cernan. Durante questa missione venne effettuato il rendezvous e tentato l'aggancio con un satellite precedentemente lanciato nello spazio, l’ATDA (Augmented Target Docking Adapter) - comunque in seguito mai più utilizzato. Tale manovra comunque non riuscì, dato che una parte del rivestimento esterno del satellite non si staccò completamente. In seguito venne accertato che tale fatto fu causato da un errore di montaggio dei nastri di sicurezza durante l'assemblaggio a terra. Tale errore non poté essere riparato nell'orbita terrestre e pertanto si dovette rinunciare alla manovra.
Durante il programma Apollo nel 1966 Stafford venne assegnato all'equipaggio di riserva per il secondo volo Apollo con equipaggio, destinato a diventare un volo a lunga durata nell'orbita terrestre. A causa della catastrofe di Apollo 1 tutte le decisioni precedenti vennero annullate e Stafford venne nominato quale pilota dell'equipaggio di riserva per Apollo 7.
Con l'incarico di comandante, il 16 maggio 1969 Stafford partì verso la Luna nella missione Apollo 10, durante la quale venne testato per la prima volta il modulo lunare (lunar module, LM) nell'orbita lunare. Fu la prova generale per il primo allunaggio di Neil Armstrong ed Edwin Aldrin a luglio dello stesso anno. Nel luglio del 1971 partecipò, come rappresentante degli Stati Uniti, ai funerali dei cosmonauti sovietici periti nel rientro del Sojuz 11.
Il suo quarto ed ultimo volo nello spazio fu la missione Apollo-Sojuz ASTP il 15 luglio 1975. Durante questo volo nello spazio venne effettuato per la prima volta l'aggancio di un veicolo spaziale americano (Apollo) ad una capsula sovietica del tipo Sojuz (Sojuz 19). Dopo detta missione Stafford lasciò la NASA e la sua carriera di astronauta. Nel giugno del 1990 venne comunque nominato presidente di un comitato per la valutazione di future possibilità di voli nello spazio con equipaggi.